# Pareutropius longifilis
Pareutropius longifilis là một loài cá thuộc họ Schilbeidae. Nó được tìm thấy ở Malawi và Tanzania. Các môi trường sống tự nhiên của chúng là hồ nước ngọt and intermittent freshwater lakes.